# Descurainia impatiens
Descurainia impatiens är en korsblommig växtart som först beskrevs av Adelbert von Chamisso och Diederich Franz Leonhard von Schlechtendal, och fick sitt nu gällande namn av Otto Eugen Schulz. Descurainia impatiens ingår i släktet stillfrön, och familjen korsblommiga växter. Inga underarter finns listade i Catalogue of Life.